# Grochowo Drugie
Grochowo Drugie est une localité polonaise de la gmina rurale de Sztutowo située dans le powiat de Nowy Dwór Gdański en voïvodie de Poméranie. Elle se trouve à environ 13 km au nord de Nowy Dwór Gdański et à 36 km à l'est de la capitale régionale Gdańsk.

## Géographie

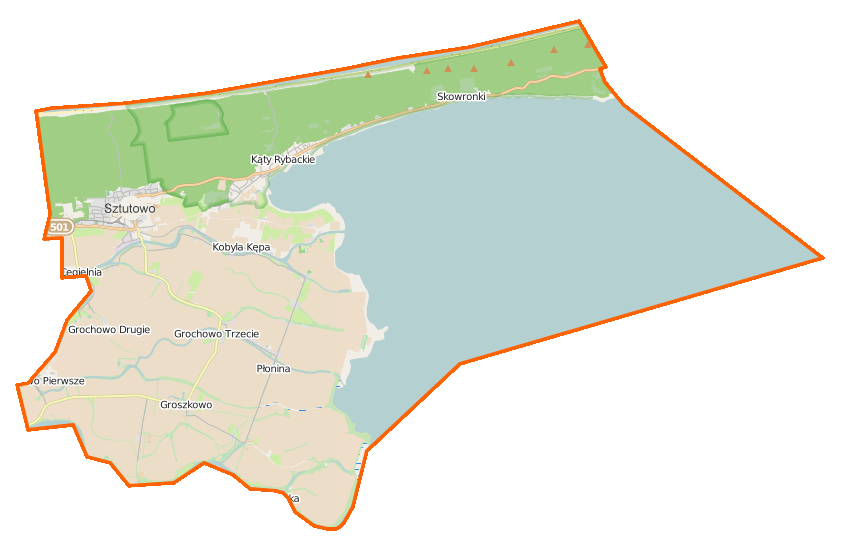
Carte de la gmina de Sztutowo.